# برنت لیورمور
برنت لیورمور (انگلیسی: Brent Livermore؛ زادهٔ ۵ ژوئیهٔ ۱۹۷۶) بازیکن هاکی روی چمن اهل استرالیا بود.